# Magyargencs
Magyargencs je vesnice v Maďarsku v župě Veszprém, spadající pod okres Pápa. Nachází se asi 17 km severozápadně od Pápy a 20 km severovýchodně od Celldömölku. V roce 2015 zde žilo 496 obyvatel, z nichž 96,2 % tvoří Maďaři.
Kromě hlavní části zahrnuje Magyargencs i malé části Gasztonytelep, Hertelendyújhely a Sándormajor.
Magyargencs leží na silnici 8412. Je přímo silničně spojen s obcemi Egyházakesző, Kemeneshőgyész, Kemenesszentpéter a Várkesző. Poblíže Magyargencsu protéká potok Magyargencsi-övárok a řeka Marcal.
V Magyargencsu se nachází katolický kostel Keresztelő Szent János-templom, evangelický kostel, zámek Széll-kastély a muzeum Hadtörténeti és helytörténeti kiállítás. Jsou zde též dvě hospody, dva hřbitovy, hřiště a malý obchod.